# کامرون (تگزاس)
کامرون، تگزاس(به انگلیسی: Cameron, Texas) شهری در ایالت تگزاس از ایالات جنوبی ایالات متحده آمریکا است. در سرشماری سال ۲۰۰۰، جمعیت این شهر ۵۶۳۴ نفر اعلام شد.